# Платовка (село, Оренбургская область)
Платовка — село в Новосергиевском районе Оренбургской области. Административный центр Платовского сельсовета.

## История
В 1997 г. постановлением Законодательного собрания Оренбургской области село Центральная усадьба совхоза имени Матросова переименовано в Платовка.
В 1999 г. Постановлением правительства РФ село Центральная усадьба совхоза имени Матросова переименовано в Платовка.

## Население
| 2010 |
| ---- |
| 695  |